# Brianne Jenner
Brianne Jenner, född den 4 maj 1991 i Oakville i Kanada, är en kanadensisk ishockeyspelare som spelar för Calgary Inferno och Kanadas damlandslag i ishockey.
Hon tog OS-guld i damernas ishockeyturnering i samband med de olympiska ishockeytävlingarna 2014 i Sotji. Vid hockeyturneringen vid olympiska vinterspelen 2018 i Pyeongchang tog hon en silvermedalj.